# Eparchia di Orsk
L'eparchia di Orsk (in russo Орская епархия?) è una diocesi della Chiesa ortodossa russa, appartenente alla metropolia di Orenburg.

## Territorio
L'eparchia comprende le città di Mednogorsk, Novotroick e Orsk, i rajon Gajskij, Kuvandykskij, Jasnenskij, Adamovskij, Dombarovskij, Kvarkenskij, Novoorskij, Svetlinskij e la città chiusa di Komarovsky nella parte orientale dell'oblast' di Orenburg.
Sede eparchiale è Orsk, dove si trova la cattedrale di San Giorgio.
L'eparca ha il titolo ufficiale di «eparca di Orsk e Gaj».

## Storia
L'eparchia è stata eretta dal Santo Sinodo della Chiesa ortodossa russa il 5 ottobre 2011, ricavandone il territorio dall'eparchia di Orenburg, e contestualmente è entrata a far parte della metropolia di Orenburg.